# بوهدان لاسکی
بوهدان لاسکی (اوکراینی: Богдан Лепкий؛  ‏۴ نوامبر ۱۸۷۲ – ۲۱ ژوئیهٔ ۱۹۴۱) نویسنده، روزنامه‌نگار، شاعر، منتقد ادبی، و مترجم بود.